# Alliopsis aldrichi
Alliopsis aldrichi este o specie de muște din genul Alliopsis, familia Anthomyiidae. A fost descrisă pentru prima dată de Ringdahl în anul 1934. Conform Catalogue of Life specia Alliopsis aldrichi nu are subspecii cunoscute.